# دانشگاه لینکلن میزوری
دانشگاه لینکلن (به انگلیسی: Lincoln University of Missouri) دانشگاهی است که اساساً برای سیاه‌پوستان تأسیس گردید و در «جفرسون سیتی» در ایالت میسوری قرار دارد.
براساس گزارش روزنامه «یواس نیوز» دانشگاه در مقام سوم از لحاظ تنوع امکانات اقتصادی دانشجویان و رتبه پنجم از لحاظ تنوع نژادی دانشجویان و رتبه نهم از لحاظ تعداد دانشجویان بین‌المللی را در بین دانشگاه‌های کل مرکز غربی آمریکا و در سطح فوق لیسانس دارا می‌باشد.